# البرامون
قرية البرامون هي إحدى القرى التابعة لمركز المنصورة في محافظة الدقهلية في جمهورية مصر العربية. حسب إحصاءات سنة 2006، بلغ إجمالي السكان في البرامون 15173 نسمة، منهم 7627 رجلا و7546 امرأة.

## التاريخ
قرية البرامون من القرى القديمة، واسمها الأصلي وقت الفتح الإسلامي لمصر بارامون (بالإنجليزية: Baramoun)‏، وقد وردت باسم البرمونين في أعمال الدقهلية ضمن قرى الروك الصلاحي التي أحصاها ابن مماتي في كتاب قوانين الدواوين، كما وردت باسم البرمونين في أعمال الدقهلية والمرتاحية ضمن قرى الروك الناصري التي أحصاها ابن الجيعان في كتاب «التحفة السنية بأسماء البلاد المصرية». وفي العصر العثماني كان اسمها في تربيع سنة 933هـ/1527م الذي أجراه الوالي العثماني سليمان باشا الخادم في عصر السلطان العثماني سليمان القانوني البرمونين ضمن قرى ولاية الدقهلية، وفي تاريخ 1228هـ/1813م الذي عدّ قرى مصر بعد المسح الذي قام به محمد علي باشا باسم البرمونين ضمن قرى مديرية الدقهلية. ويُذكر أن قرية البرمونين قُسّمت سنة 1230هـ/1815م، إلى قريتي البرامون وكفر البرامون.